# Ștefan Popescu (peintre)
Pour les articles homonymes, voir Ștefan Popescu et Popescu.
 (17 septembre 2018).

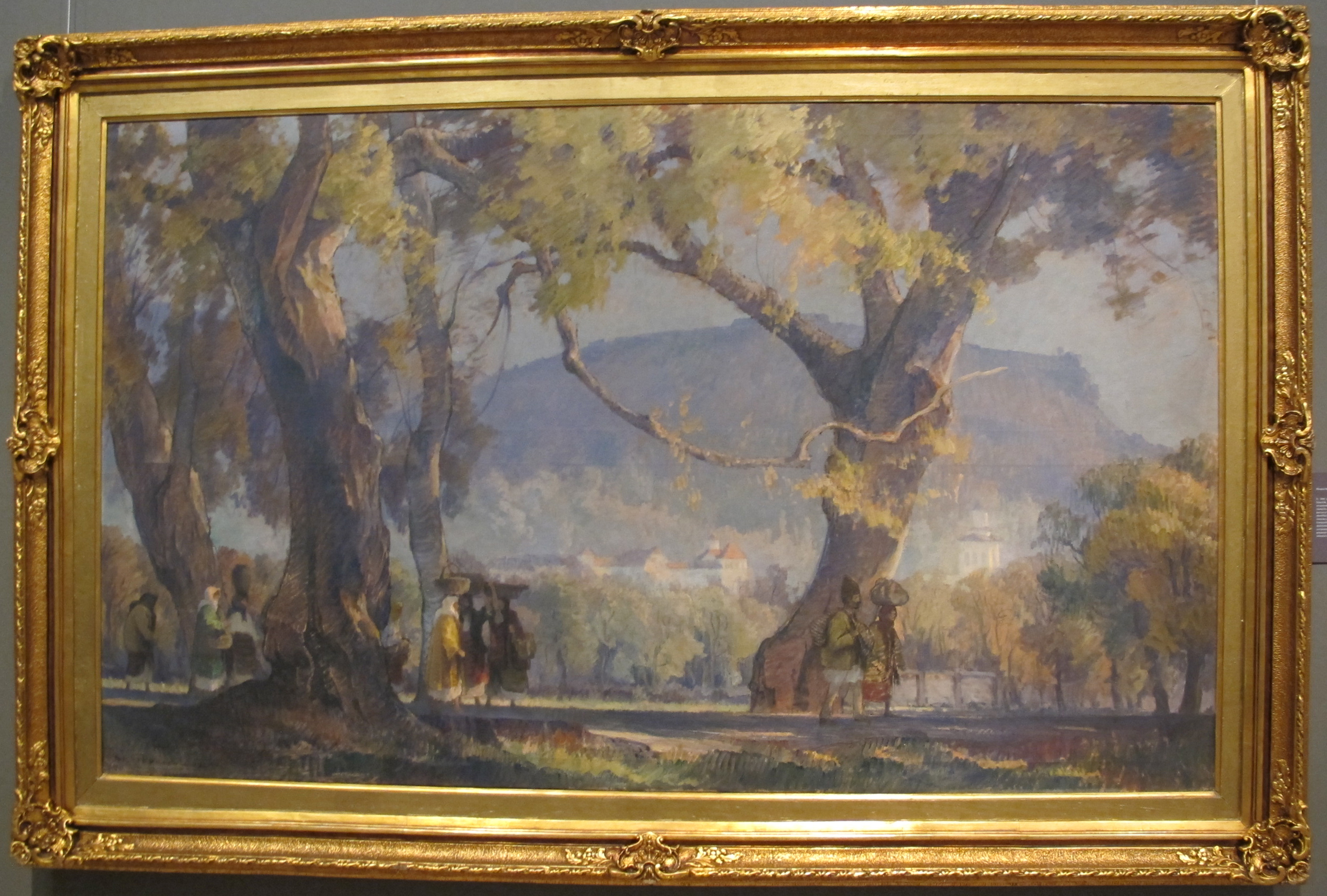

Ștefan Popescu, né le 20 janvier 1872 à Fințești, Județ de Buzău en Roumanie, et mort en 1948 à Bucarest, est un peintre, dessinateur, graveur roumain, membre honoraire de l'Académie roumaine à partir de 1936. En France il est connu sous le nom de Stefan Popesco.

## Biographie
Ştefan Popescu naît en 1872 dans le village de Finţeti-Buzău, dans une famille de paysans. Étudiant la peinture et l'anatomie à Bucarest, il s'intéresse au mouvement intellectuel socialiste de Constantin Dobrogeanu-Gherea. Entre 1894 et 1899, il poursuit sa formation à l'Académie de Munich avec le professeur Nikólaos Gýzis et à l'École des Beaux-arts de Paris avec Lucien Simon et Eugène Carrière. En 1901 il rejoint Gheorghe Petrașcu en Bretagne, où il est impressionné par les paysages et reviendra plusieurs fois jusqu'en 1928. Il participe aussi à sa première exposition collective à l'Athenaeum roumain à Bucarest. En 1904, il reçoit la médaille de Munich à l'exposition internationale de la Sécession de Munich. Il organise sa première exposition personnelle en 1904 à Paris, puis expose à Berlin avec Claude Monet et Edgar Degas.
Le 3 décembre 1901, pendant un séjour à Paris, Popescu collabore avec Gheorghe Petrașcu pour rassembler un groupe d'artistes roumains venus à Paris ; le groupe prend le nom de Tinerimea artistică (« Jeunesse artistique ») et comprend : Kimon Loghi, Ipolit Strâmbu, Frederic Storck, Nicolae Vermont. En 1905, Popescu devient membre du Cercle des étudiants roumains qui inclut Constantin Brâncuși, Georges Enesco, Traian Vuia, Aurel Vlaicu, Henri Coandă, Ion Pillat, Constantin Levaditi, Duiliu Marcu, Ion Theodorescu-Sion, Nicolae Dărăscu, Camil Ressu, Eustațiu Stoenescu, Theodor Cornel et d'autres.
Il initie en 1906 à Bucarest une tombola dont le prix est l'œuvre Enfant (Version Bronze), pour aider financièrement son ami Constantin Brancusi; cette tombola réunit entre autres Basil C. Motrin, le Dr C. Cantacuzino et Dimitrie Geronta et fait du vainqueur, l'étudiant Victor N. Popp, un futur collectionneur des œuvres de Brâncuşi.
En 1908 Popescu participe au Salon Socetăţii national à Paris et aux activités de la Sécession de Munich. Il habite en 1909 avec son ami Constantin Brancusi dans le quartier de Montparnasse à Paris. En 1910, il est membre fondateur de l'Association amicale roumaine de Paris, sous l'égide du ministre roumain à Paris. Parmi les membres fondateurs figurent Georges Enesco, Constantin Brancusi, Edouard Max, George Marculescu, Theodor Pallady, le médecin Levaditi et l'avocat Virgil Stanescu.
Au cours des années suivantes, Popescu visite la France, la Suisse, la Turquie, l'Italie, la Grèce, la Yougoslavie, le Maroc, l'Algérie, la Tunisie, l'Allemagne, etc. Il expose régulièrement avec la Jeunesse artistique jusqu'en 1924 et dans les salons officiels jusqu'en 1946. Comme d'autres peintres de sa génération, il est fasciné par les paysages de Baltchik et y rejoint régulièrement la colonie d'artistes qui y peint.
En 1922, il y organise, avec l'aide de l'association Cercul Intim, une exposition consacrée à l'endroit, à laquelle participent Cecilia Cuţescu Storck, Jean Alexandru Steriadi et Gheorghe Petraşcu. Il est aussi professeur pour une courte période à l'Académie de Bucarest, en 1922.
Popescu a participé à la Biennale de Venise 3 fois (en 1924, 1938, 1942), à l exposition d'art roumain au musée du Jeu de Paume à Paris en 1925, etc.
En 1926, il illustre le livre de poèmes (Florica) de son ami Ion Pillat. En 1936 et 1937 il expose des œuvres avec Joseph Iser et George Petracu dans le groupe Art et en 1937 il se voit décerner le prix de l'exposition universelle à Paris. Il participe aussi à l'exposition universelle et internationale de 1935 à Bruxelles.

## Œuvres
La formation académique de Popescu est perceptible dans ses natures mortes ou des compositions comme "Le Déjeuner des faucheurs" ou "Moisson", qui restent dans des cadres traditionnels. Mais ses contacts avec d'autres peintres, ses voyages, l'ont infléchie et sa manière de peindre le rapproche de l’impressionnisme allemand, selon C. Prut, par son caractère authentique, l’atmosphère calme et une technique artistique minutieuse. Parmi ses œuvres principales, on peut mentionner: "Beautés", "Marine", "Près de l’océan", "Paysage avec monastère", "Paysage marocain".
Des œuvres de Ştefan Popescu figurent dans la Collection de la Maison royale de Roumanie et au château de Peleș car il était un des peintres roumains favoris de la reine Marie de Roumanie et de la Maison de Roumanie. Comme graphiste, il a dessiné de nombreuses œuvres (esquisses, paysages), dans différentes techniques. Il a aussi élaboré un grand nombre d'œuvres ayant pour thème les monastères : Monastère de Golia (Iași), Monastère de Cozia, Monastère de Horezu, Monastère de Polovragi, l’église de la cour royale de Târgoviște, ainsi que des études sur la broderie religieuse orthodoxe roumaine.
Une petite partie des œuvres de Popescu sont reproduites dans un catalogue publié par la maison d'édition a en 1947, un an avant la mort de l'artiste. Le catalogue est important, car c'est le seul catalogue de l'artiste. La signature de Popescu figure sur la première page en fac-similé. Dans la préface, le peintre déclare :
« L’homme avant de descendre dans la tombe […] regarde derrière lui, se souvient de son passé, examine son activité. C'est ce que je fais maintenant, et je suis étonné de la modestie de mon travail, du peu de travail que j'ai accompli de ce que je voulais faire il y a cinquante ans, et j'espère pouvoir le faire. Cependant, je sais que ni l'auteur ni les contemporains ne peuvent avoir une juste évaluation dans l'appréciation d'une vie. Le temps sauve l'homme et travaille à sa place. Par conséquent, afin de faciliter le jugement final de l'avenir, je mets au jour, en toute humilité, cet album de reproductions de certaines de mes œuvres. »
Les œuvres de Ştefan Popescu se trouvent dans de nombreux musées en Roumanie, mais aussi dans des collections privées en France, en Allemagne, en Autriche, en Algérie, en Italie, au Maroc et en Tunisie. En Roumanie, on trouve des œuvres de Stefan Popescu dans les musées suivants:
- Musée national d'Art de Roumanie ), en particulier "Chapelle Notre-Dame-de-la-Joie" (Penmarch)[7].
- Musée d'art de Constanta
- Pinacothèque de la ville de Bucarest,
- Musée du comté de Satu Mare,
- Musée d'art de Cluj,
- Musée du comté d'Arges,
- Musée d'Art de Tulcea,
- Maison Ion Minulescu Claudia-Millian,
- Musée des collections d’art,
- Collection d’art de la maison royale de Roumanie

## Distinctions et prix
- Médaille d'or à Munich de la Sécession de Munich (1904)
- Chevalier de l'Ordre de la Légion d’Honneur accordée par l'État français[3] (1925)
- Prix national (roumain) de peinture (1928)
- Membre d'honneur de l'Académie roumaine (1936)[8] ; il est le 2e peintre de cette Académie après Gheorghe Petrașcu
- Premier prix de l'Exposition universelle de 1937